# Light Me Up
Light Me Up is een nummer van de Britse zangeres Birdy uit 2013. Het is de derde single van haar tweede studioalbum Fire Within.
"Light Me Up" kent een vrolijker geluid dan eerdere singles van Birdy. De tekst gaat over de kracht, steun en liefde die iemand in een relatie biedt. Het nummer flopte in Birdy's thuisland het Verenigd Koninkrijk, maar werd wel een kleine hit in België, met een 2e positie in de Vlaamse Tipparade. In Nederland sloeg de plaat niet aan en werden dan ook geen hitlijsten gehaald.

## Tracklijst
- Muziekdownload

1. "Light Me Up" - 4:15